# Haemulon maculicauda
Haemulon maculicauda es una especie de peces de la familia Haemulidae en el orden de los Perciformes.

## Morfología
• Los machos pueden llegar alcanzar los 30 cm de longitud total.

## Distribución geográfica
Se encuentra desde la Península de Baja California (México) hasta Colombia.